# Shark Fin, Östantarktis
Shark Fin är en bergstopp i Antarktis. Den ligger i Östantarktis. Nya Zeeland gör anspråk på området. Toppen på Shark Fin är 2 500 meter över havet.
Terrängen runt Shark Fin är bergig åt nordväst, men åt sydost är den kuperad. Trakten är obefolkad. Det finns inga samhällen i närheten.